# Penicula
Penicula là một chi bướm ngày thuộc họ Bướm nâu.